# Betasyrphus adligatus
Betasyrphus adligatus là một loài ruồi trong họ Ruồi giả ong (Syrphidae). Loài này được Wiedemann mô tả khoa học đầu tiên năm 1824. Betasyrphus adligatus phân bố ở vùng Châu Phi